# 鳌

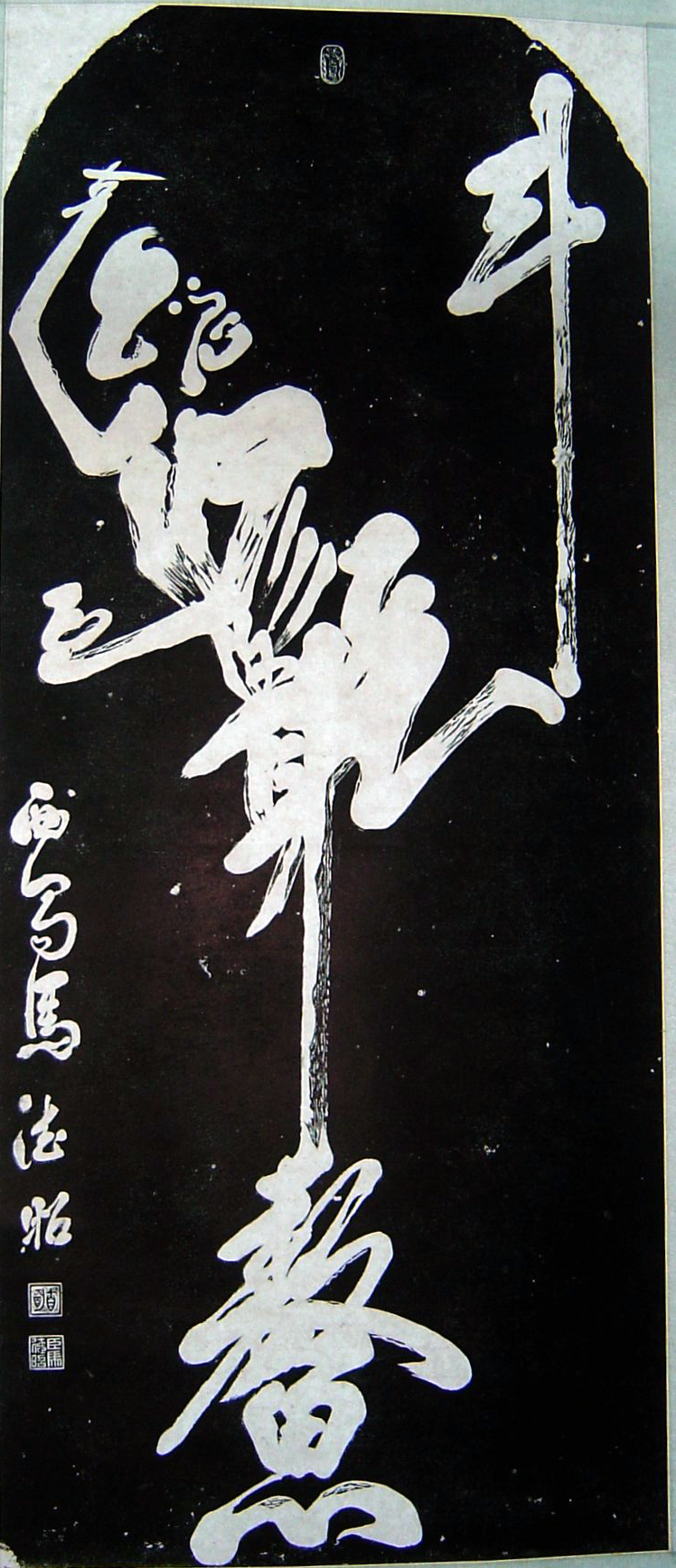
魁星獨占鰲頭

鳌，為鼇的俗字，意為海裡的大龟或大鳖。《淮南子‧覽里》記載女娲補天時曾“断鰲足以立四极”，东海中有巨鳌驮着三座仙山：蓬莱、方丈、瀛洲。有兩種形象，一是龍头鱼尾的龙魚（鰲魚），即鴟吻（日本稱鯱），香港渣打銀行舊版20元紙幣正面可見其形象；二是龙之九子的老大，相传“龙生九子，鳌占头”，为龙头，龟身，麒麟尾，今稱龍龜（鰲龜）。

## 神話
在远古传说中，鼇承载著大山大地，每當鼇移动便会发生地震或沧海桑田、山川变迁。天帝治下渤海之东不知几亿万里远的地方本有五座神山，但五座神山的根部并不相连，经常随潮水的波浪上下移动，没有一刻安定。神人和圣人们都嫌惡此事，便向天帝報告。帝（此称号早在商代已见諸文献）唯恐神山流移到西极，打破宇宙已有的平衡，使神山居民失其居所。於是遣北海之神禹强驱使巨鼇十五頭，分为五组用头顶住神山，六万年一换，这样五座神山才开始稳定下来不再流动。但是龙伯之国有个巨人，抬起脚几步就到了这五座神山所在之處，一钩就钓起了六隻巨鼇。由于龙伯国巨人钓走了六鼇，致使岱舆、员峤失去了负山的巨鼇，各自飘流到北极，沉入了汪洋大海，从此神山只剩三座。《楚辞·天问》篇对此而问曰：“鳌戴山抃，何以安之”。《列仙传》中亦有“巨灵之鳌，背负蓬莱之山，而抃舞戏沧海之中”。

## 成語
唐宋時代的皇宮正殿，放置了龍與鼇的石雕像於正中臺階的石版上。當時考中殿試進士者，列隊立於階下迎接金榜，而頭名狀元者則作為首位，站在鼇石像前，故稱「獨占鼇（鰲）頭」。

## 延伸阅读
[在维基数据编辑]
 《欽定古今圖書集成·博物彙編·禽蟲典·鼇部》，出自陈梦雷《古今圖書集成》